# Bienvenu Liyota Ndjoli
Bienvenu Liyota Ndjoli est un homme politique de la république démocratique du Congo. Il occupe le poste de ministre de l’Environnement et du Développement durable dans le gouvernement Matata II du 8 décembre 2014 au 25 septembre 2015. 
Depuis le 9 mai 2017, il est ministre des Petites et moyennes entreprises dans le gouvernement Tshibala.